# Teddy Bridgewater
Pour les articles homonymes, voir Bridgewater.
(en) Statistiques sur pro-football-reference
Theodore « Teddy » Bridgewater, né le 10 novembre 1992 à Miami en Floride, est un joueur américain de football américain qui a évolué pendant dix saisons au poste de quarterback dans la National Football League (NFL).

## Biographie

### Carrière universitaire
Il étudie à l'université de Louisville et joue alors pour les Cardinals de Louisville.
En 2011, à sa première année avec les Cardinals, il commence la saison comme quarterback réserviste du junior Will Stein. Dès le quatrième match de la saison, contre Marshall, il devient le quarterback titulaire et ce pour le restant de la saison. En 13 matchs, il complète 196 de ses 296 passes tentées pour 2,129 yards de gains, 14 passes de touchdowns et 12 interceptions. Il inscrit aussi quatre touchdowns par la course. Ses performances font en sorte qu'il est élu comme étant le meilleur joueur recrue de l'année de la Big East et qu'il est sélectionné dans l'équipe-type des freshman de la NCAA (All-America).
En 2012, à sa deuxième année avec les Cardinals, Bridgewater est titulaire durant 11 des 12 matchs de la saison régulière de son équipe. De plus, il est titulaire lors de la victoire de 33-23 des Cards face aux Gators de la Floride à l'occasion du Sugar Bowl. Durant ce match, il lance pour 266 yards et deux passes touchdowns et il est nommé joueur par excellence du Sugar Bowl (MVP). En 13 matchs, il réussit 267 de ses 387 passes tentées pour des gains de 3,452 yards, 25 passes de touchdowns et 7 interceptions. Il est nommé joueur offensif de l'année de la Big East et dans l'équipe-type de la NCAA (All-America), selon Pro Football Weekly. Le 2 septembre 2012, il réalise le plus haut taux de réussites (90,5 %) dans un match par un quaterback des Cardinals en complétant 19 de ses 21 passes tentées dans une victoire contre les Wildcats du Kentucky.

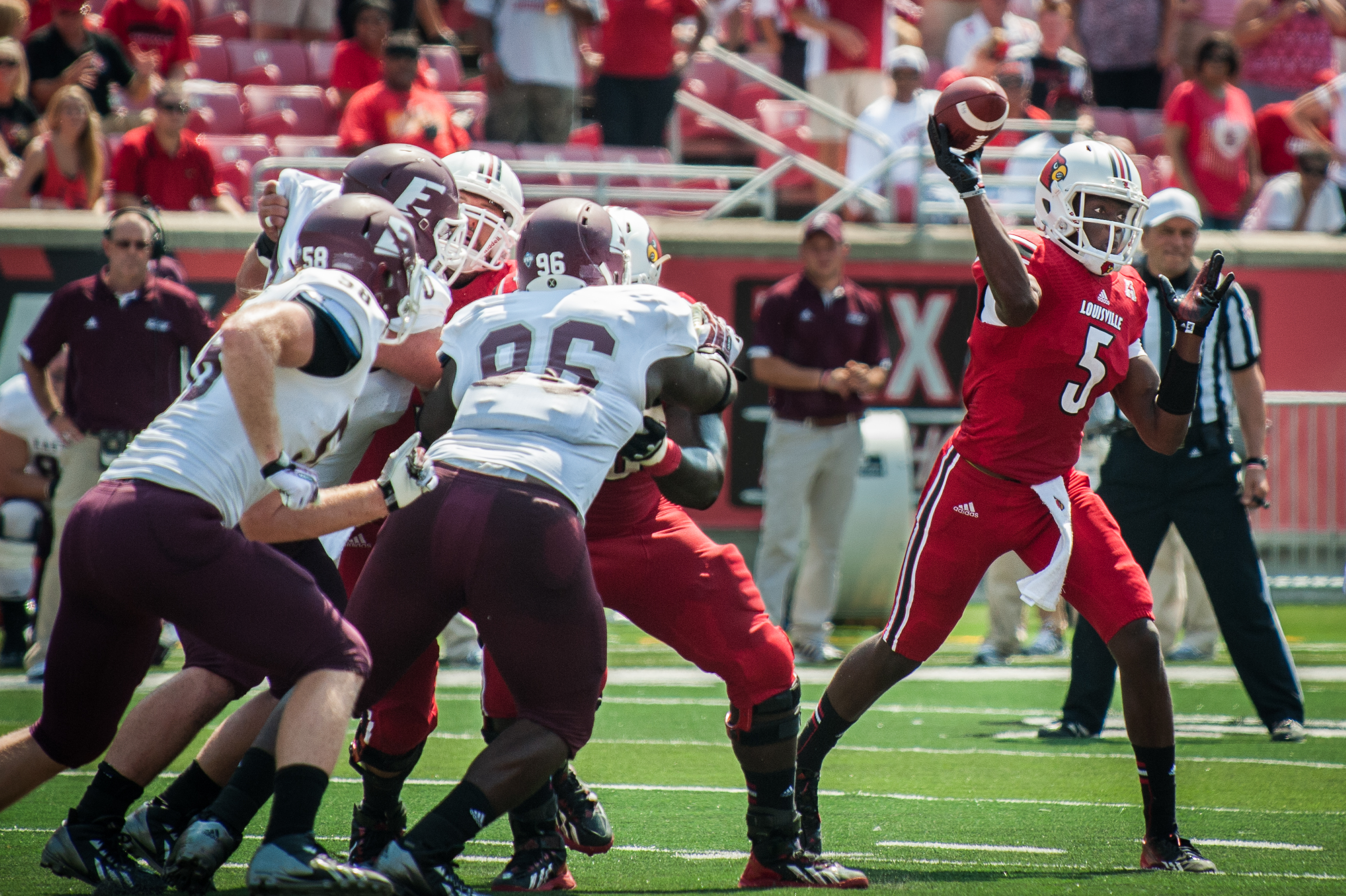
Teddy Bridgewater lors d'un match contre Eastern Kentucky le 13 septembre 2013

En 2013, il complète 303 de ses 427 passes tentées pour 3,970 yards de gains, 31 passes de touchdowns et quatre interceptions. Lors du Russell Athletic Bowl contre les Hurricanes de Miami, il complète 35 de ses 42 passes tentées pour des gains de 447 yards et trois passes de touchdowns. Les Cardinals gagnent par la marque de 36-9 et Bridgewater est nommé le joueur par excellence du match (MVP).

### Carrière professionnelle
Il est sélectionné à la 32e place de la Draft 2014 par les Vikings du Minnesota. Après Blake Bortles et Johnny Manziel, il est le troisième quarterback choisi de la draft.

#### Vikings du Minnesota

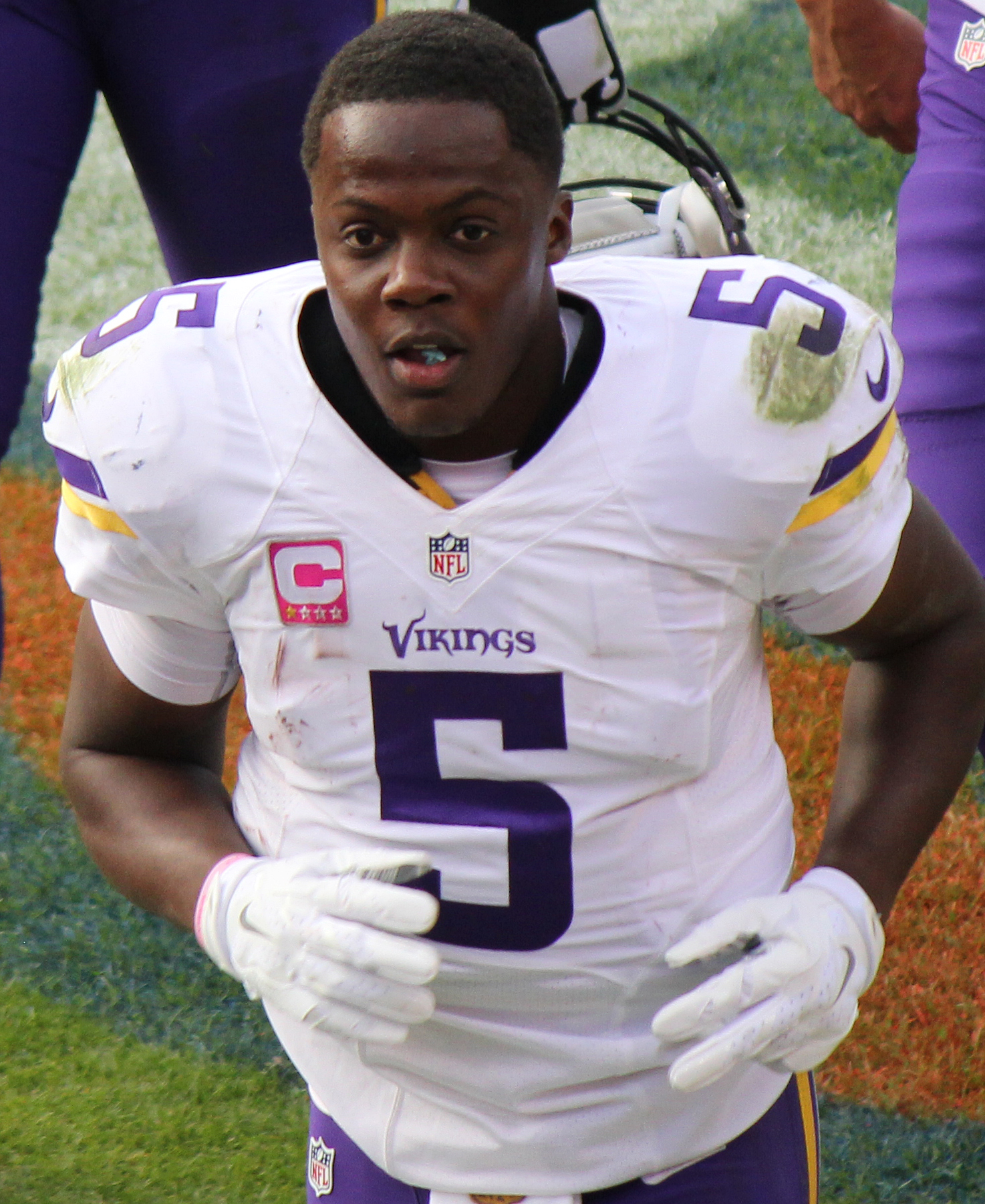
Teddy Bridgewater en 2015

Après avoir passé les deux premiers matchs de la saison régulière sur le banc comme quarterback substitut des Vikings, il vient en relève à Matt Cassel, blessé à un pied, durant un match face aux Saints de la Nouvelle Orléans le 21 septembre 2014. À la suite de ce match, il est nommé quart partant de son équipe et il joue les 13 derniers matchs de son équipe.
En 14 matchs, il complète 259 de ses 402 passes tentées pour un pourcentage de complétion de 64,4 %, 2919 yards par la voie des airs, 14 passes de touchdowns et 12 interceptions.
Étant considéré comme le meilleur quarterback recrue de la saison, il est sélectionné dans l'équipe-type des recrues (All Rookie Team).
À sa deuxième année dans la ligue, il garde son poste de titulaire et il participera à tous les matchs de son équipe. Lors de la semaine 17 du calendrier de la saison régulière, les Vikings affronte les Packers de Green Bay pour le titre de champion de division de la NFC North. La dernière fois que les Vikings du Minnesota avaient été couronnés champions de leur division était durant la saison 2009 lorsque Brett Favre était le quarterback titulaire de l'équipe. Bridgewater aide son équipe à gagner le titre de leur division en défaisant les Packers 20-13. Il complète seulement 10 passes pour des gains de 99 yards et une interception.
En 16 matchs de saison régulière, il réussit 292 de ses 447 passes tentées pour un taux de réussite de 65,3 %, 3 231 yards par la passe, 14 passes de touchdowns et 9 interceptions. De plus, il cumule 192 yards ainsi que trois touchdowns par la course.
Le 10 janvier 2016, il joue son premier match de série éliminatoire face aux Seahawks de Seattle. Il complète 17 de ses 24 passes, bon pour un taux de réussite de 70,83 %, pour 146 yards de gains. Les Vikings perdent le match 9-10.
Lors du camp d'entraînement des Vikings en vue de la saison 2016, Bridgewater se blesse au genou alors qu'il s'apprêtait à lancer une passe. Ayant subi une dislocation au genou et une déchirure au ligament croisé antérieur, il est déclaré forfait pour la saison. Pour pallier la perte de Bridgewater, les Vikings font venir le quarterback Sam Bradford via transaction.
Les médecins ayant annoncé que sa blessure pourrait prendre au moins 19 mois pour guérir, il est prévu qu'il manque aussi la saison 2017. Alors qu'il a commencé à lancer des ballons en mai, il est placé sur la liste des blessés lors du début de la saison et manquera au minimum les six premiers matchs de la saison. Mi-octobre, il est autorisé à pratiquer avec l'équipe, mais ne peut pas jouer pour encore trois semaines. En novembre, il est finalement retiré de la liste des blessés et entre dans la formation active, en servant de remplaçant à Case Keenum. Il entre au terrain pour la première fois en presque deux ans lors de la semaine 15 contre les Bengals de Cincinnati. Appelé pour finir la rencontre, il lance deux passes incomplètes et une interception, mais son équipe remporte tout de même la partie 34 à 7. Avec Sam Bradford qui est de retour de blessure, il fait partie des joueurs inactifs lors de la phase éliminatoire.

#### Saints de la Nouvelle Orléans
En mars 2018, il signe un contrat d'un an avec les Jets de New York. Malgré de bonnes performances en pré-saison, les Jets font du débutant Sam Darnold leur quarterback titulaire et du vétéran Josh McCown le remplaçant pour le début de la saison. Bridgewater est ainsi échangé le 29 août aux Saints de La Nouvelle-Orléans contre une sélection de troisième tour en 2019 afin de servir de remplaçant à Drew Brees chez les Saints.
Lors du dernier match du calendrier régulier, alors que les Saints sont assurés du premier rang de la conférence NFC, ils font reposer Brees et désignent Bridgewater pour commencer le match, obtenant ainsi sa première titularisation depuis la saison 2015. Dans la défaite de 14 à 33 face aux Panthers de la Caroline, il complète 14 passes sur 22 tentatives pour 118 yards et une passe de touchdown pour autant d'interception.
Le 15 mars 2019, Bridgewater prolonge son contrat d'un an, d'une valeur de 7,25 millions de dollars entièrement garantis, avec les Saints. Au cours de la deuxième semaine, il remplace Drew Brees, qui souffre d'une blessure au pouce droit, en réussissant  17 passes sur 30 pour 165 yards dans une défaite de 27 à 9 contre les Rams de Los Angeles. En raison de la blessure de Brees, Bridgewater est nommé quarterback titulaire pour la troisième semaine. Il aide les Saints à remporter cinq parties consécutives depuis sa titularisation. Brees revient de sa blessure lors de la semaine 8 contre les Cardinals de l'Arizona et Bridgewater redevient remplaçant. Il termine la saison 2019 avec 1 384 yards à la passe et neuf touchdowns contre deux interceptions, le tout en neuf parties.

#### Panthers de la Caroline
Le 17 mars 2020, les Panthers de la Caroline annoncent avoir trouvé un accord avec Bridgewater, lui faisant signer un contrat de 3 ans pour 63 millions de dollars, dont 33 millions garantis.

#### Broncos de Denver
Il est échangé le 28 avril 2021 aux Broncos de Denver contre une sélection de sixième tour pour la draft 2021 de la NFL.

#### Dolphins de Miami
Le 17 mars 2022, Bridgewater signe un contrat d'un an avec les Dolphins de Miami pour un montant de 10 millions de $.

#### Lions de Détroit
Le 10 août 2023, Bridgewater signe avec les Lions de Détroit où il retrouve Dan Campbell, son assistant entraîneur principal lors de son séjour chez les Saints.
Bridgewater annonce le 16 décembre 2023 qu'il envisage prendre sa retraite de la NFL après la fin de saison 2023 pour devenir entraîneur au niveau lycéen (high school). Il annonce sa retraite officiellement le 2 février 2024. Il confirme sa retraite le 2 février 2024 pour diriger l'équipe du lycée Miami Northwestern (en) en Floride
Après y avoir remporté le championnat d'État de Floride 2024 (Class 3A), il déclare sur NFL Network le 26 décembre 2024 qu'il est dans ses intentions de continuer sa carrière de joueur en NFL. Il resigne ainsi avec les Lions pour y être remplaçant de Jared Goff aux côtés de Hendon Hooker (en).

## Statistiques

### NCAA
| Année  | Équipe                  | Statut | MJ |         | Passes   | Passes | Passes | Passes | Passes | Passes | Passes  |       | Courses | Courses | Courses | Courses |
| Année  | Équipe                  | Statut | MJ | Tentées | Réussies | Pct.   | Yards  | TD     | Int.   | Éval.  | Tentées | Yards | Moy.    | TD      |         |         |
| 2011   | Cardinals de Louisville | FR     | 13 | 296     | 191      | 64,5   | 2 129  | 14     | 12     | 132,4  | 89      | 66    | 0,7     | 4       |         |         |
| 2012   | Cardinals de Louisville | SO     | 13 | 419     | 287      | 68,5   | 3 718  | 27     | 8      | 160,5  | 74      | 26    | 0,4     | 1       |         |         |
| 2013   | Cardinals de Louisville | JR     | 13 | 427     | 303      | 71,0   | 3 970  | 31     | 4      | 171,1  | 63      | 78    | 1,2     | 1       |         |         |
| Totaux | Totaux                  | Totaux | 39 | 1 142   | 781      | 68,4   | 9 817  | 72     | 24     | 157,2  | 226     | 170   | 0,8     | 6       |         |         |

### NFL
| Année              | Équipe                        | MJ |                                    | Passes                             | Passes                             | Passes                             | Passes                             | Passes                             | Passes                             | Passes  |       | Courses | Courses | Courses | Courses |
| Année              | Équipe                        | MJ | Tentées                            | Réussies                           | Pct.                               | Yards                              | TD                                 | Int.                               | Éval.                              | Tentées | Yards | Moy.    | TD      |         |         |
| 2014               | Vikings du Minnesota          | 13 | 402                                | 259                                | 64,4                               | 2 919                              | 14                                 | 12                                 | 85,2                               | 47      | 209   | 4,4     | 1       |         |         |
| 2015               | Vikings du Minnesota          | 16 | 447                                | 292                                | 65,3                               | 3 231                              | 14                                 | 9                                  | 88,7                               | 44      | 192   | 4,4     | 3       |         |         |
| 2016               | Vikings du Minnesota          |    | Ne joue pas à cause d'une blessure | Ne joue pas à cause d'une blessure | Ne joue pas à cause d'une blessure | Ne joue pas à cause d'une blessure | Ne joue pas à cause d'une blessure | Ne joue pas à cause d'une blessure | Ne joue pas à cause d'une blessure |         |       |         |         |         |         |
| 2017               | Vikings du Minnesota          | 1  | 2                                  | 0                                  | 0                                  | 0                                  | 0                                  | 1                                  | 0                                  | 3       | -3    | -1      | 0       |         |         |
| 2018               | Saints de La Nouvelle-Orléans | 5  | 23                                 | 14                                 | 60,9                               | 118                                | 1                                  | 1                                  | 70,6                               | 11      | 5     | 0,5     | 0       |         |         |
| 2019               | Saints de La Nouvelle-Orléans | 9  | 196                                | 133                                | 67,9                               | 1 384                              | 9                                  | 2                                  | 99,1                               | 28      | 31    | 1,1     | 0       |         |         |
| 2020               | Broncos de Denver             | 15 | 492                                | 340                                | 69,1                               | 3 733                              | 15                                 | 11                                 | 92,1                               | 53      | 279   | 5,3     | 5       |         |         |
| 2021               | Panthers de la Caroline       | 14 | 426                                | 285                                | 66,9                               | 3 052                              | 18                                 | 7                                  | 94,9                               | 30      | 106   | 3,5     | 2       |         |         |
| 2022               | Dolphins de Miami             | 5  | 79                                 | 49                                 | 62,0                               | 683                                | 4                                  | 4                                  | 85,6                               | 3       | 27    | 9,0     | 0       |         |         |
| 2023               | Lions de Détroit              | 1  | 0                                  | 0                                  | 0,0                                | 0                                  | 0                                  | 0                                  | 0,0                                | 2       | -2    | -1,0    | 0       |         |         |
| Totaux en carrière | Totaux en carrière            | 79 | 2 067                              | 1 372                              | 66,4                               | 15 120                             | 75                                 | 47                                 | 90,5                               | 221     | 844   | 3,8     | 11      |         |         |

| Année              | Équipe               | MJ                 |         | Passes   | Passes | Passes | Passes | Passes | Passes | Passes  |       | Courses | Courses | Courses | Courses |
| Année              | Équipe               | MJ                 | Tentées | Réussies | Pct.   | Yards  | TD     | Int.   | Éval.  | Tentées | Yards | Moy.    | TD      |         |         |
| 2015               | Vikings du Minnesota | 1                  | 24      | 17       | 70,8   | 146    | 0      | 0      | 86,5   | 3       | 0     | 0       | 0       |         |         |
| Totaux en carrière | Totaux en carrière   | Totaux en carrière | 24      | 17       | 70,8   | 146    | 0      | 0      | 86,5   | 3       | 0     | 0       | 0       |         |         |